# Jankowice Rybnickie (gmina)
Jankowice Rybnickie (od 1973 Świerklany) – dawna gmina wiejska istniejąca w latach 1945–1954 w woj. śląskim, katowickim i stalinogrodzkim (dzisiejsze woj. śląskie). Siedzibą władz gminy były Jankowice Rybnickie.
Gmina zbiorowa Jankowice Rybnickie powstała 1 grudnia 1945 z obszaru zniesionych gmin jednostkowych Jankowice Rybnickie, Świerklany Dolne (z Kucharzówką) i Świerklany Górne, ponadto objęła obszar byłego (zniesionego w 1924 roku) obszaru dworskiego Skrzeczkowice ze zniesionej gminy jednostkowej Skrzeczkowice oraz obszar byłego (zniesionego w 1924 roku) obszaru dworskiego Rybnik-Nadleśnictwo (tzw. Lasy Judasza) ze zniesionej gminy jednostkowej Boguszowice w powiecie rybnickim w woj. śląskim (śląsko-dąbrowskim). Według stanu z 1 stycznia 1946 gmina składała się z 5 gromad: Jankowice Rybnickie, Boguszowice, Skrzeczkowice, Świerklany Dolne i Świerklany Górne. 
25 listopada 1946 zmieniono skład gminy. Zniesiono gromady Boguszowice (osiedle) i Skrzeszowice (obszar dworski). Zniesioną gromadę Skrzeszowice (obszar dworski) włączono do gromady Świerklany Górne, natomiast gromadę Boguszowice (osiedle) włączono do gminy Boguszowice, gdzie została zintergrowana z gromadą Boguszowice (Stare)
6 lipca 1950 zmieniono nazwę woj. śląskiego na katowickie, a 9 marca 1953 kolejno na woj. stalinogrodzkie.
Według stanu z 1 lipca 1952 gmina składała się z 3 gromad: Jankowice Rybnickie, Świerklany Dolne i Świerklany Górne. Gmina została zniesiona 29 września 1954 wraz z reformą wprowadzającą gromady w miejsce gmin. Jednostki nie przywrócono 1 stycznia 1973 wraz z kolejną reformą reaktywującą gminy, utworzono natomiast jej terytorialny odpowiednik – gminę Świerklany, której siedziba od 1999 ponownie mieści się w Jankowicach.